# Myrkviðr
Dans la mythologie germanique, Myrkviðr (en vieux norrois « bois obscur, bois sombre » ou « forêt noire ») ou, sous une forme anglicisée, Mirkwood ou Myrkwood est le nom de plusieurs forêts.
Les dérivés directs de ce nom se retrouvent comme nom de lieu tant en Suède qu'en Norvège, et des formes dérivées du nom se retrouvent ailleurs en Europe, le plus célèbre étant la Forêt-Noire (Schwarzwald), et peut donc être un terme générique pour les forêts sombres et denses de l'ancienne Europe,.

## Étymologie
Le terme myrkviðr est un composé de deux éléments. Le premier est myrk ("sombre"), qui est apparenté, entre autres, aux adjectifs anglais mirky et murky,. Le second élément est viðr "bois, forêt".

## Attestations
Le nom est attesté comme un nom mythique local d'une forêt dans le poème Lokasenna de l'Edda poétique, ainsi que dans les poèmes héroïques Atlakviða, Helgakviða Hundingsbana I et Hlöðskviða, et en prose dans Fornmanna sögur, Flateyjarbók, Hervarar Saga,.
La localisation de Myrkviðr varie selon la source:
- 1) Les Marais méotiens, qui séparait les Goths des Huns dans la Hervarar saga viking.
- 2) La forêt qui séparait les Huns des Bourguignons.
- 3) Kolmården ("la forêt noire"), en Suède, en Sögubrot et dans les légendes comme celle de Helgi Hundingsbane.
- 4) La forêt au sud d'Uppsala en Styrbjarnar þáttr Svíakappa. Ce qui reste de cette forêt est appelé aujourd'hui Lunsen.
- 5) Des lieux incertains, comme dans le Völundarkviða, où il se trouve probablement quelque part ailleurs en Scandinavie (Weyland est ici décrit comme un prince Finnish, ce qui ferait de lui un prince Saami). Strophe 1 (sur les swan maiden):

| Meyjar flugu sunnan myrkvið í gögnum, Alvitr unga, örlög drýgja; þær á sævarströnd settusk at hvílask drósir suðrænar, dýrt lín spunnu. | Servantes du sud par Myrkwood volaient, Juste et jeunes , leur destinée à suivre; sur le rivage de la mer pour se reposer elles s'assirent, Les servantes du sud, et du lin filèrent. |  |

## Jeux vidéo
Le jeu vidéo Dark Age of Camelot ayant repris la mythologie nordique pour les noms des zones du royaume de Midgard, Myrkwood y est une zone de niveau intermédiaire forestière peuplée principalement de lycans et d'arachnides.